# ديفيد كاميرون
دَيفيد وليام دونالد كاميرون (بالإنجليزية: David William Donald Cameron)‏ (مواليد 9 أكتوبر 1966 في مرليبون)،؛ سياسي بريطاني ينتمي إلى حزب المحافظين كان يشغل منصب وزير الخارجية في حكومة ريشي سوناك منذ 13 نوفمبر 2023 وحتى 5 يوليو 2024. شغل سابقًا منصب رئيس وزراء المملكة المتحدة من 2010 إلى 2016، وتزعم حزبه من 2005 إلى 2016، وتزعم المعارضة من 2005 إلى 2010 بينما كان نائبا في البرلمان عن ويتني من 2001 إلى 2016. يُعرف بأنه من محافظي الأمة الواحدة  ومرتبط بالسياسات الليبرالية الاقتصادية والليبرالية الاجتماعية.
ولد كاميرون في لندن لعائلة من الطبقة المتوسطة العليا، وتلقى تعليمه في مدرسة هيذرداون ‏، ثم كلية إيتون، قبل أن يلتحق بكلية براسينوز في أكسفورد ‏.  من عام 1988 إلى عام 1993 عمل في قسم أبحاث حزب المحافظين، ليعمل لاحقا في مساعدة رئيس الوزراء جون ميجر، قبل أن يترك السياسة للعمل في شركة كارلتون للاتصالات في عام 1994. بعد أن أصبح نائبا في البرلمان في عام 2001 خدم في حكومة الظل المعارضة تحت قيادة زعيم المحافظين مايكل هاورد. خلف هاورد بعد فوزه في انتخابات قيادة حزب المحافظين 2005. سعى كاميرون إلى تقديم الحزب بصورة جديدة متبنيا موقفًا ليبراليًا اجتماعيًا بشكل متزايد لزيادة عدد النواب المحافظين من الإناث والأقليات العرقية.
بعد الانتخابات العامة 2010 أدت المفاوضات إلى أن يصبح كاميرون رئيسًا لحكومة ائتلافية مع الديمقراطيين الليبراليين. تأثرت رئاسته للحكومة بامتدادات الأزمة المالية العالمية. اشتمل ذلك على عجز كبير في الموازنة المالية الحكومية سعت حكومته إلى خفضه من خلال إجراءات التقشف. أقرت إدارته قانون الرعاية الصحية والاجتماعية وقانون إصلاح الرعاية الاجتماعية، الذي أدخل تغييرات واسعة النطاق على الرعاية الصحية والرعاية الاجتماعية. كما فرضت سياسات أكثر صرامة للهجرة،[4] وأدخلت إصلاحات على التعليم وأشرفت على أولمبياد لندن 2012. قامت إدارة كاميرون أيضا بخصخصة البريد الملكي وبعض أصول الدولة الأخرى.
على الصعيد الدولي تدخلت حكومته عسكريًا في الحرب الأهلية الليبية الأولى وسمحت بقصف تنظيم الدولة. على الصعيد المحلي أشرفت حكومته على استفتاء نظام التصويت البرلماني ‏ واستفتاء استقلال اسكتلندا، وأتت كلا النتيجتين حسب رغبة كاميرون. عندما حصل المحافظون على أغلبية غير متوقعة في الانتخابات العامة عام 2015 استمر في رئاية الوزراء وقاد هذه المرة حكومة من المحافظين ‏. إيفاءا بوعد قطعه خلال خطاب بلومبيرغ عام 2013، طرح كاميرون استفتاء على استمرار عضوية المملكة المتحدة في الاتحاد الأوروبي في عام 2016. وأيد حملة بريطانيا أقوى في أوروبا ‏ لبقاء المملكة المتحدة في الاتحاد الأوروبي. بعد نجاح التصويت بالمغادرة استقال كاميرون من منصب رئيس الوزراء وخلفته وزيرة الداخلية تيريزا ماي في انتخابات قيادة حزب المحافظين لعام 2016.
بعد مغادرته رئاسة الوزراء شغل كاميرون منصب رئيس مركز أبحاث مرض الزهايمر في المملكة المتحدة من عام 2017 إلى عام 2023.  خلال التعديل الوزاري في نوفمبر 2023 عينه رئيس الوزراء ريشي سوناك وزيرًا للخارجية. كاميرون هو أول رئيس وزراء سابق يخدم في منصب وزاري منذ أليك دوغلاس هيوم في عام 1970.
أُشيد بكاميرون لتحديثه حزب المحافظين وخفض العجز الوطني في المملكة المتحدة. إلا أنه تعرض لانتقادات بسبب قراره إجراء الاستفتاء على عضوية المملكة المتحدة في الاتحاد الأوروبي، مما أدى إلى فترة من عدم الاستقرار السياسي في أواخر عام 2010.

## النشأة ومهنته

### عائلته
كاميرون هو الابن الأصغر لإيان دونالد كاميرون (1932-2010) سمسار، وزوجته ماري فلور (ولدت عام 1934)، أبوه قاضي للسلام متقاعد وأمه أبنت السيد وليام ماونت، البارونة الثانية. تزوج والدا كاميرون في 20 أكتوبر 1962. وصف الصحفي توبي يونغ خلفية كاميرون بأنها «الطبقة العليا العليا من الطبقة المتوسطة».
ولد كاميرون في مرليبون، لندن، وتربى في بيسمر، باركشير. لديه شقيق، ألكسندر كاميرون (مواليد 1963) محامي وشقيقتين، تانيا راشيل (مواليد 1965) وكلير لويز (مواليد 1971).
ولد والده، إيان، في (بيت بليرمور) بالقرب من هنتلي، أبردينشاير، وتوفي بالقرب من تولون، فرنسا، في 8 سبتمبر 2010؛ ولد إيان مع اثنين من ساقيه مشوهة وخضع لعمليات متكررة لتصحيحها. تم بناء بليرمور من قبل الجد الأكبر لكاميرون، الكسندر جيديس، الذي حقق ثروة في تجارة الحبوب في شيكاغو، قبل أن يعود إلى اسكتلندا في ثمانينيات القرن التاسع عشر. تم بيع بليرمور قريبا بعد ولادة إيان.
قال كاميرون: «على جانب والدتي من العائلة، كانت والدتها من ليولين، غاليون، أنا خليط حقيقي من اسكتلندي، غالي وإنجليزي». كما أشار إلى أصل يهودي ألماني من واحد من أجداده، آرثر ليفيتا، وهو سليل المؤلف اليديشي إيليا ليفيتا.

### تعليمه
من سن السابعة، تلقى كاميرون تعليمه في مدرستين مستقلتين: في مدرسة هيثيردون في وينكفيلد (بالقرب من أسكوت) في باركشير، والتي تعول الأمير أندرو دوق يورك والأمير إدوارد إيرل وسكس من بين الأولاد الذي تعلموا في المدرسة. بفضل الدرجات الجيدة، دخل كاميرون فصولها الأكاديمية العليا قبل عامين تقريبا. في سن الثالثة عشرة، ذهب إلى كلية إيتون في باركشير، تابعاً خطوات والده وشقيقه الأكبر. كانت اهتمامه في وقت مبكر في الفن. قبل ستة أسابيع من أخذ امتحاناته، تم القبض عليه يدخن الماريجوانا. أعترف بأفعاله ولم يشترك في بيع المخدرات، ولذلك لم يطرد ولكن تم تغريمه، ومنع من مغادرة المدرسة، وأعطى «جورجي» (عقاب ينطوي على نسخ 500 خط من النص اللاتيني).
كاميرون نجح في اثني عشر مادة في امتحاناته الثانوية ومن ثم ثلاثة امتحانات في: تاريخ الفن، التاريخ، الذي كان معلمه مايكل كيدسون، والاقتصاد مع السياسة. حصل على ثلاث درجات «ممتازة». في الخريف التالي، اجتاز امتحان القبول لجامعة أكسفورد، وعرض عليه منحة دراسية في كلية براسينوس.
بعد مغادرة إتون في عام 1984، بدأ كاميرون فجوة دراسية مدتها تسعة أشهر. عمل لمدة ثلاثة أشهر كباحث عن عرابه تيم راثبون، ثم خدم للنائب من محافظة لويس، وخلال ذلك الوقت حضر المناقشات في مجلس العموم. من خلال والده، عمل لمدة ثلاثة أشهر أخرى في هونغ كونغ من قبل شركة جاردين ماثيسون باعتباره «طائر السفينة»، وهو منصب إداري.
بعد عودته من هونغ كونغ، زار كاميرون الاتحاد السوفيتي آنذاك، حيث اقترب منه رجلان روسيان يتحدثان الإنجليزية بطلاقة. وقال كاميرون في وقت لاحق من قبل أحد أساتذته أنها كانت «بالتأكيد محاولة» من قبل لجنة أمن الدولة لتجنيده.
في أكتوبر 1985، بدأ كاميرون دورة الآداب في الفلسفة، السياسة والاقتصاد في كلية براسينوس في أكسفورد. وقد وصفه معلمه، البروفيسور فيرنون بوجدانور، بأنه «واحد من أكثر القادرين» من الطلاب الذي درسهم، مع آرء سياسية «معتدلة ومعقولة».
يذكره غاي سبير، الذي شارك دروساً معه، بأنه طالب بارز: «كنا نبذل قصارى جهدنا لفهم المفاهيم الاقتصادية الأساسية - ولم يكن هناك أي شخص آخر جاء حتى على مقربة من ديفيد، وكان يدمجها مع الطريقة السياسية البريطانية. كان يستطيع أن يعطني محاضرة، وأنا أكتب في المعلومات». عندما علق في عام 2006 على أفكاره كتلميذ سابق حول استبدال قانون حقوق الإنسان ليحل محله «فاتورة حقوق»، إلا أن البروفسور بوجدانور، هو نفسه ديمقراطي حر، قال: «أعتقد أنه مشوش جداً. لقد قرأت خطابه ومليئة بالتناقضات. هناك واحد أو اثنين من الأشياء الجيدة، ولكن واحد يلمح لهم، كما كانوا، من خلال ضباب سوء الفهم».
أثناء وجوده في أوكسفورد، كان كاميرون عضوا في مجتمع الطعام للطالب في نادي بولينغدون، الذي يتمتع بسمعة لثقافة الشرب الغريبة المرتبطة بالسلوك الشاذ وضرر الممتلكات العامة. تم فحص فترة كاميرون في نادي بولينغدون في قناة 4 في وثائق الدراما، (عندما بوريس ألتقى مع ديف).
تخرج كاميرون في عام 1988 مع مرتبة الشرف من الدرجة الأولى درجة البكالوريوس (ترقى لاحقا إلى درجة الماجستير بالأقدمية).

### مهنته السياسية المبكرة

#### إدارة بحوث حزب المحافظين
بعد تخرجه، عمل كاميرون لإدارة بحوث حزب المحافظين بين سبتمبر 1988 و 1993. كان أول ملخص له هو التجارة والصناعة، الطاقة والخصخصة، وصادق العديد من الزملاء الشباب بما فيهم إدوارد ليولين، إد فيزي وراشيل ويتستون. وشكلوا مجموعة أطلقوا عليها اسم «مجموعة ميدان سميث»، والتي أطلق عليهم الصحافة اسم «حزمة الصعاليك»، على الرغم من أنها معرفة باسم «مجموعة نوتينغ هيل»، وهو الاسم الذي أعطاه لها ديريك كونواي. وفي عام 1991، قد تم تأييد كاميرون ليكون في داوننغ ستريت للعمل على توجيه جون ميجر بجلسات أسئلة إلى رئيس الوزراء التي كانت مرتين كل أسبوع. قد أعطت إحدى الصحف كاميرون الفضل في «أداء أكثر وضوحاً... في عروض المخرجات» من قبل ميجور، والذي تضمنت إبراز ميجور «كقطعة مروعة مزدوجة» من قبل توني بلير (الذي كان المتحدث باسم العمالة في حزب العمال) حول قضية الحد الأدنى للأجور. أصبح رئيس القسم السياسي في إدارة البحوث في حزب المحافظين، وفي أغسطس 1991 قد تم تلميحه لمتابعة جوديث شابلن لمنصب السكرتير السياسي لرئيس الوزراء.
ومع ذلك، خسر كاميرون إلى جوناثان هيل، الذي عين في مارس 1992. وبدلاً من ذلك، تم إعطاء كاميرون مسؤولية توجيه ميجور عن مؤتمراته الصحفية خلال انتخابات العامة لعام 1992. خلال الحملة، كان كاميرون واحداً من «الصعاليك» الإستراتيجيين للحزب الذين عملوا بين 12 و 20 ساعة في اليوم، نائماً في منزل آلان دنكان في شارع غايفير، وستمنستر، الذي كان مقر حملة ميجور الكبرى في محاولة له للقيادة الحزب. ترأس كاميرون القسم الاقتصادي؛ كانت في هذه الحملة عندما كاميرون عمل لأول مرة عن كثب مع ستيف هيلتون، الذي أصبح فيما بعد مديراً للإستراتيجية خلال قيادة كاميرون للحزب. وأفيد أن سلالة الإستيقاظ في الساعة 04:45 كل يوم قد دفعت كاميرون إلى أن يقرر ترك السياسة لصالح الصحافة.

#### مستشار خاص إلى وزير الخزانة
أدى نجاح المحافظين الغير المتوقع في انتخابات عام 1992 إلى كاميرون أخذ ثأره إلى أعضاء الحزب الأكبر سناً الذين انتقدوه وزملاؤه قائلاً «أياً كان الناس يقولون عنا، نجحنا في الحملة»، وأنهم استمعوا إلى عمال الحملة على الأرض بدلاً من الصحف. وكشف عن أنه قاد أعضاء آخرين من الفريق عبر ساحة سميث للسخر أمام مبنى النقل، مقر حزب العمال السابق. وكافأ كاميرون بترقية إلى مستشار الخاص لوزير الخزانة، نورمان لامونت.
كان كاميرون يعمل تحت لامونت في وقت يوم الأربعاء السوداء، عندما الضغط من المضاربين أجبر عملة الجنيه الإسترليني الخروج من آلية سعر الصرف الأوروبية. في مؤتمر الحزب المحافظ لعام 1992، واجه كاميرون صعوبة في ترتيب لإطلاع المتكلمين في النقاش الاقتصادي، مضطراً إلى اللجوء إلى وضع رسائل على نظام التلفزيون الداخلي، مما دفع محركة الفكرة باتريشيا موريس إلى الاتصال به. في وقت لاحق من ذلك الشهر أنضم كاميرون إلى وفد من المستشارين الخاصين الذين زاروا ألمانيا لبناء علاقات أفضل مع الاتحاد الديمقراطي المسيحي؛ أفيد بأنه «كان ما زال لاذعً» بشأن مساهمة البنك الاتحادي الألماني في الأزمة الاقتصادية.
تشاجر لامونت مع جون ميجور بعد يوم الأربعاء السوداء وأصبح غير شعبي للغاية مع العامة. كان من الضروري رفع الضرائب في ميزانية عام 1993، وقام كاميرون بتغذي الخيارات التي كان لامونت يدرسها إلى مقر حملة المحافظين الرئيسي من أجل تقييم مقبوليتها السياسية. بحلول مايو 1993، انخفض معدل استطلاع المحافظين إلى أقل من 30 في المائة، حيث ظلوا هناك حتى الانتخابات العامة لعام 1997. وأنخفضت أيضاً تصنيفات ميجور ولامونت الشخصية بشكل كبير. ومع ذلك، فإن عدم شعبية لامونت لم تؤثر بالضرورة على كاميرون: فقد اعتبر مرشح «كاميكازي» المحتمل للانتخاب الفرعي في نيوبري، والتي تشمل المنطقة التي نشأ فيها. ومع ذلك، قرر كاميرون عدم الوقوف في الانتخاب.
خلال الانتخاب الفرعي، أعطى لامونت رد «لا، لم أندم على أي شيء» بالفرنسي إلى سؤال حول ما إذا كان أكثر أسفاً بدعيه أنه يرى «براعم الانتعاش الخضراء» أو الاعتراف «بالغناء في حمامه» مع السعادة حول مغادرة آلية سعر الصرف الأوروبية. تم التعرف على كاميرون من قبل أحد الصحفيين على أنه ألهم هذه الحماقة؛ فقد تكهن بأن هزيمة المحافظين الثقيلة في نيوبري قد تكلفت كاميرون فرصته في أن يصبح وزير المالية نفسه، على الرغم من أنه لم يكن عضواً في البرلمان ليكون وزير. أقيل لامونت في نهاية مايو 1993، وقرر عدم كتابة خطاب الاستقالة المعتادة؛ كاميرون أعطي مسؤولية إصدار بيان مبرر ذاتي إلى الصحافة.

#### مستشار خاص إلى وزير الداخلية
بعد إقالة لامونت، ظل كاميرون في وزارة الخزانة لمدة تقل عن شهر قبل أن يتم تعيينه على وجه التحديد من قبل وزير الداخلية ميخائيل هوارد. وتم التعليق بأنه لا يزال «صالحاً» وأفيد فيما بعد بأن الكثيرين في الخزانة كان يفضلوا بأن كاميرون يستمر في الخزانة. في بداية سبتمبر 1993، تقدم كاميرون بطلب للانضمام إلى قائمة المرشحين البرلمانيين المحتملين في المكتب المحافظين المركزي.
كان كاميرون أكثر ليبرالياً اجتماعياً من هوارد ولكنه تمتع للعمل له. ووفقاً لديريك لويس، المدير العام لدائرة سجون صاحبة الجلالة في ذلك الوقت، أن كاميرون أظهر له «قائمة له وقائمة لها» من المقترحات التي قدمها هوارد وزوجته ساندرا. وقال لويس ان قائمة ساندرا هوارد تشمل خفض نوعية الطعام في السجون، بالرغم من ان ساندرا هوارد نفت هذا الادعاء. وذكر لويس أن كاميرون كان «غير مرتاح» بشأن القائمة. في الدفاع عن ساندرا هوارد والإصرار على أنها لم تقدم أي اقتراح من هذا القبيل، كتب الصحفي بروس أندرسون أن كاميرون اقترح تعريفاً أقصر بكثير عن تقديم الطعام بالسجون الذي يدور حول عبارة «نظام غذائي متوازن»، وأن لويس قد كتب شكراً كاميرون على المساهمة القيمة.
خلال عمله لهوارد، كاميرون كثيراً ما أطلع وسائل الإعلام. في مارس 1994، تسرب شخص إلى الصحافة أن حزب العمال دعوا إلى عقد اجتماع مع جون ميجور لمناقشة توافق الآراء بشأن قانون منع الإرهاب. بعد فشل تحقيق في العثور على مصدر التسرب، طالب النائب العمالي بيتر ماندلسون بضمان من هوارد أن كاميرون لم يكن مسؤولاً، وهو ما أعطاه هوارد. أشار موظف حكومي كبير في وزارة الداخلية إلى تأثير المستشارين الخاصين في هوارد، قائلاً إن شاغلي الوظائف السابقين «سوف يستمعون إلى الأدلة قبل اتخاذ القرار. حيث يتحدث هوارد فقط إلى سادة شباب المدارس العامة من مقر الحزب».

#### كارلتون
في يوليو 1994، ترك كاميرون دوره كمستشار خاص للعمل كمدير شؤون الشركات في كارلتون للاتصالات. كارلتون، الذي فازت بامتيازية التلفزيون المستقل لأيام الأسبوع في لندن في عام 1991، كانت شركة إعلامية متزايدة لديها أيضاً توزيع في الأفلام وأشرطة إنتاج الفيديو. قد اقترح كاميرون للدور إلى الرئيس التنفيذي لشركة كارلتون مايكل بي. غرين من قبل زوجة أمه في وقت لاحق السيدة أستور. غادر كاميرون كارلتون للعمل في البرلمان عام 1997، وعاد إلى وظيفته بعد هزيمته.
في عام 1997، لعب كاميرون آفاق الشركة للتلفزة الرقمية الأرضية، والتي انضمت مع أي تي ف غرناطة وسكاي لتشكيل البث الرقمي البريطاني. وانتقد في مناقشة مائدة مستديرة حول مستقبل البث في عام 1998 تأثير تداخل الهيئات التنظيمية المختلفة على المجال. فازت اتحاد كارلتون بالامتياز الرقمي الأرضي ولكن الشركة الناتجة عانت من صعوبات في جذب المشتركين. استقال كاميرون كمديراً للشؤون المؤسسية في فبراير 2001 من أجل الترشح للبرلمان للمرة الثانية، على الرغم من أنه ظل على كشوف المرتبات كمستشار.

#### ترشيحات البرلمانية
بعد أن تمت الموافقة على قائمة المرشحين، بدأ كاميرون بالبحث عن مقعد ليتنافسه في الانتخابات العامة لعام 1997. وأفيد بأنه قد غاب عن الاختيار في أشفورد في ديسمبر 1994 بعد أن فشل في الالتحاق باجتماع الاختيار نتيجة لتأخير القطار. في يناير 1996، عندما انسحب مرشحان من القائمة النهائية، أجرى كاميرون مقابلات معهما ثم اختير بعد ذلك لصالح ستافورد، وهي دائرة مراجعة لتغييرات حدودية، التي كانت متوقعة بأغلبية محافظة. النائب المحافظ السابق، بيل كاش، ذهب للمنافسة بدلاً من ذلك في الدائرة الانتخابية المجاورة ستون، حيث أعيد انتخابه. في مؤتمر الحزب المحافظ لعام 1996، دعا كاميرون إلى تخفيضات ضريبية في الميزانية المقبلة التي تستهدف ذوي الأجور المنخفضة و«الشركات الصغيرة حيث الناس تأخذ الأموال من جيوبهم الخاصة لوضعها في شركاتها لإبقائها مستمرة». كما قال ان الحزب «يجب ان تفتخر بسجلها في الضرائب ولكن الناس بحاجة إلى تذكير إلى إنجازاته ... لقد حان الوقت للعودة إلى جدول الأعمال الخاص بخفض الضرائب. وقد أيدوا رؤساء وزراء أوروبا المشتركيين توني بلير لانهم يريدون القطة فيدرالية وليس الأسد البريطاني.»
عند كتابة خطاب انتخابه، أدلى كاميرون بمعارضته الخاصة للعضوية البريطانية في العملة الأوروبية الواحدة، وتعهد بعدم دعمها. كان هذا انقطاعاً عن سياسة المحافظين الرسمية، لكن نحو 200 مرشحاً آخرين كانوا يقومون بإعلانات مماثلة. وبخلاف ذلك، حافظ كاميرون بشكل وثيق على الخط السياسي الوطني. كما دافع على استخدام إدعاء بأن حكومة العمال ستزيد من تكلفة نصف لتر من البيرة بمقدار 24 بنس؛ ومع ذلك، فإن مرشح العمال، ديفيد كيدني، صور كاميرون بأنه «محافظ يميني متطرف». في البداية، اعتقد كاميرون انه كان لديه فرصة 50/50 ولكن بنهاية الحملة وحجم هزيمة المحافظين الوشيك، كاميرون أعد نفسه للهزيمة. في يوم الانتخابات، ستافورد تأرجحت بنسبة 10.7٪ وهو تقريباً نفس التأرجح الوطني، مما جعله أحد المقاعد الكثيرة التي سقطت إلى حزب العمال: هزم كدني كاميرون بنسبة 24,606 صوتاً (47.5٪) إلى 20,292 (39.2٪) أغلبية 4,314 (8.3٪).
في جولة من مسابقات الاختيار التي تجري في الفترة السابقة للانتخابات العامة لعام 2001، حاول كاميرون مرة أخرى أن يتم اختياره لمقعد يمكن الفوز به. حاول لمقعد كنسينغتون وتشيلسي بعد وفاة آلان كلارك، لكنه لم يصل القائمة المختصرة. كان في الدورتين الأخيرتين لكنه فقد ضيقا في ويلدين في مارس 2000، وهو خسارة نسبتها سامانثا كاميرون إلى عدم عفويته عند الحديث.
في 4 أبريل 2000 تم اختيار كاميرون المرشح المحتمل لويتني في أكسفوردشير. كان هذا مقعداً محافظاً آمناً، ولكن نائبه شون وودوارد (الذي كان يعمل مع كاميرون في الحملة الانتخابية لعام 1992) «عبر الأرضية» للانضمام إلى حزب العمال، وتم اختياره بدلاً من ذلك لمقعد العمال الآمن في سانت هيلينز الجنوبية. وصف كاتبوا سيرة كاميرون، فرانسيس إليوت وجيمس هانينغ أن الرجلين لديهم «صداقة ودية إلى حد ما». كاميرون، نصح في استراتيجيته من قبل صديقه كاثرين فال، ببذل قدراً كبيراً من الجهد في «رعاية» دائرته المحتملة، حضور الوظائف الاجتماعية، وهجوم وودوارد لتغيير عقله على صيد الثعالب لدعم الحظر.
خلال حملته الانتخابية، قبل كاميرون عرض كتابة عمود منتظم لقسم الغارديان على الإنترنت. فاز بالمقعد بنسبة 1.9٪ للمحافظين، مع 22,153 صوتاً (45٪) مقارنةً بمرشح حزب العمال مايكل بارتليت 14,180 (28.8٪) أغلبية من 7,973 (16.2٪).

## رئاسة الحكومة
بعد ظهور نتائج الانتخابات البريطانية لعام 2010 والتي أظهرت تقدم حزب المحافظين على حزب العمال الحاكم لكن مع عدم حصوله على الغالبية المطلقة التي تؤهله لتشكيل حكومة بشكل تلقائي أعلن عن رغبته في التوصل إلى اتفاق لتقاسم السلطة مع حزب الديمقراطيين الليبراليين الذي جاء في المرتبة الثالثة في الانتخابات. وبعد استقالة رئيس الوزراء العمالي جوردون براون من منصبه في 11 مايو 2010 والاتفاق بين حزبي المحافظين والديمقراطيين الليبراليين على تشكيل ائتلاف حاكم يتمتع بأغلبية برلمانية عينته الملكة إليزابيث الثانية رئيسًا للوزراء، وبتوليه رئاسة الوزراء في سن الثالثة والأربعين صار أصغر من تولى منصب رئيس الوزراء منذ عهد روبرت جنكنسون الذي تولى الحكم عام 1812.

## أسرته
بعام 1996 تزوج من سامانثا شيفيلد (سامانثا كاميرون)، ولديهما من الأبناء:
- إيفان ريجنالد إيان (ولد بعام 2002، وتوفي بعام 2009 [80]).
- نانسي غوين (ولدت بعام 2004).
- آرثر إلوين (ولد بعام 2006).
- فلورينس (ولدت بعام 2010 [81]).

## استقالته
أعلن رئيس الوزراء البريطاني ديفيد كاميرون في يوم 24 يونيو 2016 أنه سيقدم إستقالته من منصبه بعد 3 أشهر بعد صدور نتيجة استفتاء بقاء المملكة المتحدة في الاتحاد الأوروبي والتي أظهرت موافقة 51.9% لصالح مغادرة الاتحاد الأوروبي وقال بأنه لن يشرف على عملية خروج المملكة المتحدة من الاتحاد الأوروبي وسيتركها لغيره.

## بعد رئاسة الوزراء
في أكتوبر 2016، أصبح كاميرون رئيسًا لرعاة خدمة المواطنين الوطنيين. في يناير 2017 ، تم تعيينه رئيسًا لمؤسسة أبحاث الزهايمر في المملكة المتحدة لمعالجة المفاهيم الخاطئة المتعلقة بالخرف وحملة لتمويل البحوث الطبية لمعالجة هذه الحالة.
يجب أن توافق اللجنة الاستشارية الحكومية البريطانية لتعيينات العمل على جميع التعيينات بعد رئاسة الوزراء.
في يناير 2023، كٌلف كاميرون بتدريس السياسة في دورة مدتها ثلاثة أسابيع في جامعة نيويورك أبوظبي، والتي غالبًا ما تستجوب بسبب الحرية الأكاديمية التي توفرها ولا تسمح للموظفين الذين ينتقدون الإمارات العربية المتحدة بشكل مباشر. كان من المقرر أن يلقي كاميرون محاضرة للطلاب حول "ممارسة السياسة والحكومة في عصر الاضطراب" ، والتي تضمنت موضوعات مثل الحرب في أوكرانيا وأزمة الهجرة.

## روابط خارجية
- ديفيد كاميرون على موقع IMDb (الإنجليزية)
- ديفيد كاميرون على موقع الموسوعة البريطانية (الإنجليزية)
- ديفيد كاميرون على موقع مونزينجر (الألمانية)
- ديفيد كاميرون على موقع ميوزك برينز (الإنجليزية)
- ديفيد كاميرون على موقع إن إن دي بي (الإنجليزية)
- ديفيد كاميرون على موقع قاعدة بيانات الفيلم (الإنجليزية)
- ديفيد كاميرون على موقع كينوبويسك (الروسية)